# Аспе, Ален
Ален Аспе (фр. Alain Aspect; 15 июня 1947, Ажен, Франция) — французский физик, специалист по квантовой оптике, теории скрытых параметров и квантовой запутанности. Лауреат Нобелевской премии по физике (2022) за эксперименты с запутанными фотонами, выявление нарушения в неравенствах Белла.
В начале 1980-х работал над докторской диссертацией по неравенствам Белла. В это время получил известность его эксперимент, связанный с парадоксом Эйнштейна — Подольского — Розена. В дальнейшем переключился на изучение лазерного охлаждения. Сейчас он занят работами по конденсату Бозе — Эйнштейна.
Профессор парижской Политехнической школы.
- академик Французской академии наук (2001)[9]
- член Французской академии технологий[англ.][10]
- иностранный член Национальной академии наук США (2008)[11]
- член-корреспондент Австрийской академии наук (2009)[12][13]

Фелло Американского физического общества (2005).
Член Европейской академии (2009).
Иностранный член Лондонского королевского общества (2015).
Почётный доктор шотландского Университета Хериота-Уатта (2008).

## Награды
- Common Wealth Award of Distinguished Service[англ.] (1985)
- Премия Хольвека (1991)
- Gay-Lussac-Humboldt-Preis[нем.] (1999)
- Премия имени Макса Борна (1999)[14]
- Золотая медаль Национального центра научных исследований (2005)[15]
- Премия в области квантовой электроники и оптики (2009)[16]
- Премия Вольфа (2010)
- Шрёдингеровская лекция (Имперский колледж Лондона) (2010)
- Herbert-Walther-Preis[англ.] (2012)
- Медаль Альберта Эйнштейна (2012)
- Медаль Фредерика Айвса (2013)
- Медаль Нильса Бора (2013)[17]
- Премия Бальцана (2013)
- Tomassoni awards[англ.] (2013)
- Нобелевская премия по физике (2022)